# Stella Krüger
Stella Krüger (* 22. März 1989 in Herdecke, geborene Stella Kramer) ist eine deutsche Handballspielerin.

## Karriere
Stella Krüger begann das Handballspielen beim SSV Marienheide und schloss sich daraufhin dem TV Strombach an. Im Jahre 2006 schloss sich die Außenspielerin der HSG Blomberg-Lippe an, bei der sie sowohl für die Bundesligamannschaft als auch für die A-Jugend auflief. Ein Jahr später wechselte sie zum Bundesligaaufsteiger TV Beyeröhde. Eine Saison später trat Krüger mit Beyeröhde den Gang in die Zweitklassigkeit an. 2009 unterschrieb die Linkshänderin einen Vertrag beim Bundesligisten Borussia Dortmund. 2010 stieg Krüger mit Dortmund in die 2. Bundesliga ab. Fünf Spielzeiten später kehrte sie mit der Borussia in die höchste deutsche Spielklasse zurück. Mit dem BVB erreichte Krüger 2016 das Finale des DHB-Pokals. Nach der Saison 2017/18 verließ sie Dortmund. Nachdem Krüger Mutter wurde, schloss sie sich im Sommer 2019 dem Viertligisten PSV Recklinghausen an. Mit Recklinghausen stieg sie 2020 in die 3. Liga auf. Zum Saisonbeginn 2022/23 pausiert sie aufgrund ihrer Schwangerschaft sowie eines Kreuzbandrisses.
Stella Krüger gab am 9. März 2016 ihr Debüt für die deutsche Nationalmannschaft. Krüger bestritt 20 Länderspiele, in denen sie 21 Tore erzielte.

## Privates
Im Jahr 2019 heiratete Stella Kramer Daniel Krüger, der ebenfalls Handballspieler bei Tusem Essen und der SG Schalksmühle-Halver war. Das Paar hat eine Tochter.